# Ptilogonys cinereus
Ptilogonys cinereus là một loài chim trong họ Ptilogonatidae.